# Тврђава Петрич Кале
Тврђава Петрич Кале је била велико утврђење у одбрамбеном систему средњовековне Бугарске. Лоцирана је на 4 км северно од места Аврена, 1 км источно од железничке станице Разделна на прузи Варна – Софија.

## Историја
Тврђава се налази на огромној каменој тераси изнад белославског села Разделна. Утврда је била природно заштићена са запада и севера високим литицама, а са истока дубоком стрмом долином. Приступ је био само с југа уском стеновитом траком.
Саграђена је у 5. – 6. веку као део византијског одбрамбеног система. Локални људи верују да је утврду основао краљ Петар I (владао између 927. и 969.) Назив „Петрич“ потиче од грчке речи „петрин“ – камена тврђава. Током периода Прве бугарске државе вероватно је престала да функционише као одбрамбени објекат, а на земљи око ње су се градила словенска насеља. После рушења, тврђава је обновљена у 10. и 12. веку. У годинама византијске владавине поново је функционисала, а за време Друге бугарске државе, процветала. 
Године 1154. арапски путник и географ Мохамед ал-Идриси описао је тврђаву као „велики, леп и богат град“. 1388. тврђаву су освојиле Османлије, а 7.11.1444. уништили су је крсташи под вођством пољског краља Владислава III Јагела и мађарског заповедника Јаноша Хуњадија. После три дана, у бици код Варне, између Султана Мурата II и крсташа, у којој су Турци победили, краљ Владислав је убијен. Након битке, Бугари у знак захвалности зову краља Владислава по надимку Варненчик.

## Данашњи изглед
До тврђаве се долази кроз село Разделна, планинарском стазом. 
Остаци тврђаве на ивици платоа Аврен и данас су видљиви. Могу се видети остаци зидова тврђаве, кула, стамбене зграде. У уском простору између две стене је степениште дугачко 20 м. Води до два огромна резервоара за воду чији капацитет прелази 700 m³. Куле су биле правоугаоне, диманзија 9-11м, удаљене 50 м, сачуване до висине од 7 м. У другој кули откривени су керамика и животињске кости. Два сачувана зида тврђаве су сваки по 5-6 м. Откривена је и мала једнобродна црква, као и гробови око ње. Откривени су и многи предмети попут стрела, прстенова, крстова, кованица, појасева, украса и многи други гвоздени предмети. Било је много сребрњака, и кованица из доба Владислава Варненчика, и из Отоманског царства.
Ископавања су вршена 70-тих година 20. века, а после вишедеценијског прекида, настављена тек у другој деценији 21. века.
На ивици стене је 13. септембра 2015. постављен Метални крст као знак сећања становника села Разделна на поплаву 1. фебруара 2015. године.